# Набувальна давність
Набувальна давність  — це один із способів набуття права власності на майно. Цей спосіб відомий ще римському праву, де він отримав назву usucapio, що означає "придбання в результаті користування".

## Набувальна давність в Україні
В Україні набувальна давність регулюється Цивільним кодексом, а саме ст. 344. Вона визначається, як набуття права власності на чуже майно особою, яка добросовісно заволоділа цим майном і продовжує відкрито, безперервно володіти нерухомим майном протягом десяти років або рухомим майном - протягом п'яти років.
Право власності за набувальною давністю на нерухоме майно, транспортні засоби, цінні папери набувається за рішенням суду.
Для отримання позитивного рішення суду, володільцеві потрібно довести наступне:
- добросовісність володіння

- відкритість володіння

- давність та безперервність володіння

- законність об’єкту володіння

## Особливості перебігу строку набувальної давності в Україні

### Якщо строк почався після набрання чинності новим ЦКУ
Ст.344 ЦКУ передбачає наступні особливості, які стосуються перебігу строку набувальної давності:
- право власності на нерухоме майно, що підлягає державній реєстрації, виникає за набувальною давністю з моменту державної реєстрації

- особа, яка заявляє про давність володіння, може приєднати до часу свого володіння увесь час, протягом якого цим майном володіла особа, чиїм спадкоємцем (правонаступником) вона є

- якщо особа заволоділа майном на підставі договору з його власником, який після закінчення строку договору не пред'явив вимоги про його повернення, вона набуває право власності за набувальною давністю на нерухоме майно через п'ятнадцять, а на рухоме майно - через п'ять років з часу спливу позовної давності

- втрата не з своєї волі майна його володільцем не перериває набувальної давності у разі повернення майна протягом одного року або пред'явлення протягом цього строку позову про його витребування

### Якщо строк почався до набрання чинності новим ЦКУ
Пункт 8 Прикінцевих та перехідних положень ЦКУ встановлює, що правила статті 344 Цивільного кодексу України про набувальну давність поширюються також на випадки, коли володіння майном почалося за три роки до набрання чинності ЦКУ.
Формальний підхід до цього формулювання дозволяє знайти кілька варіантів його тлумачення:
- положення про набувальну давність поширюються на відносини, що виникли раніше трьох років до дати набрання чинності новим ЦК

- положення про набувальну давність поширюються на відносини, що виникли протягом останніх трьох років до дати набрання чинності ЦК [2]

Судова практика з цього питання не є однозначною, але судді переважно дотримуються другого варіанту. Зокрема таку позицію зайняли Верховний Суд України  та Вищий господарський суд України.
Така позиція судів характеризується наступними особливостями:
- визнання судом права власності на нерухоме майно не могло мати місце раніше 1 січня 2011 року

- особи, що заволоділи майном до 1 січня 2001 року не можуть претендувати на набуття права власності за набувальною давністю